# Національний парк Тазекка
Національний парк Тазекка — національний парк Марокко. Знаходиться в Середньому Атласі, поблизу міста Таза.

## Історія
Парк створено у 1950 році з початковою площею 6,8 км² для захисту природних ресурсів навколо гори Джбель Тазекка (висота 1980 м), зокрема кедрового гаю ( Cedrus atlantica ) ізольованого на цій вершині.
У 1989 році парк було розширено до майже 120 км² екологічно важливих територій, включаючи ліси з коркового дуба та діброви, а також каньйони, печери, каскади та сільські ландшафти.

### Тваринний світ
Ссавці представлені північноафриканськими кабанами, дикобразами, видрами, звичайними генетами, зайцями, африканськими вовками, червоними лисицями. Барбарійські леопарди, смугасті гієни і каракали, які колись водилися в цьому районі, вимерли. Барберійський олень також вимерлий, але був знову інтродукований.
BirdLife International визнала парк важливою орнітологічною територією (IBA), оскільки тут живуть значні популяції берберійської куріпки, жовни атласької, субальпійської та сардинської очеретянок, піренейських шпаків, горихвісток Мусьє, а також чорновухої та чорної кам'янок.